# Reinhold Svento

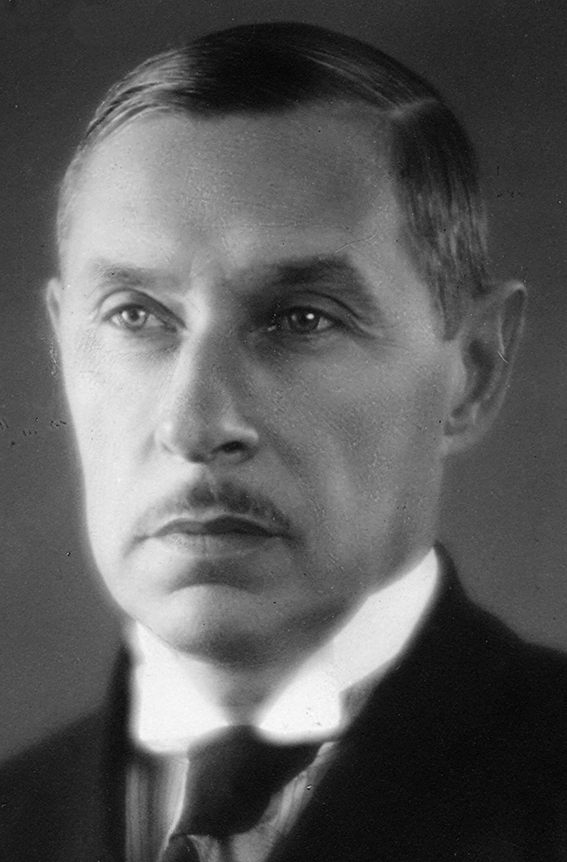
Reinhold Svento, 1948.

Konstantin Reinhold Svento (till 1938 Sventorzetski), född 24 juli 1881 i Sankt Petersburg i Ryssland, död 30 mars 1973 i Villmanstrand i Finland, var en finländsk politiker och diplomat.

## Biografi
Sventorzetski studerade juridik vid universitetet i S:t Petersburg och tog examen 1907. Han arbetade efter examen bland annat som tjänsteman vid generalguvernörens kansli, men tvingades att sluta 1914, på begäran av generalguvernören Franz Seyn. Efter Inbördeskriget framträdde han på Finlands socialdemokratiska partis kongress 1918. I valet 1922 valdes han till riksdagen för S:t Michels läns valkrets. Han var sedan riksdagsman 1924–1947 och hörde till den socialdemokratiska gruppen, förutom 1945–1947 då han ingick i den folkdemokratiska gruppen (DFFF). Därtill var han medlem av Helsingfors stadsfullmäktige 1919–1921.
Sventorzetski tillhörde på 1920-talet, det socialdemokratiska partiets vänsterflygel och den så kallade hupliska oppositionen. Han valdes till SDP:s partikommitté på partikongressen 1926. Samma år motsatte han sig att partiet skulle avgå från regeringen. I den moderata oppositionen på 1930-talet var Sventorzetski en av SDP:s ledande utrikespolitiska experter. Han skrev bland annat boken Politisk skicklighet (1928), där han reflekterar över medborgarskap och politik, liksom framtidsfrågor.
Svento stödde redan på 1920-talet det så kallade rödmyllesamarbetet. År 1937 publicerade han boken Arbetare och bonde, där han framhöll att ett regeringssamarbete mellan det socialdemokraterna och agrarerna var nödvändig för att upprätthålla ett demokratiskt samhälle och motstå fascism och kommunism. Följande år kom Finlands utrikespolitik, där han varnade för ett svårt läge för den finska risken vid ett krigsutbrott. Svento trodde inte på betydelsen av ideologiska överväganden i utrikespolitiken, och han stödde den neutrala balansgången mellan stormakterna. Under hösten 1939 i förhandlingarna mellan Finland och Sovjetunionen krävde han att Finland skulle ställa sig helt opartiskt. 
Den utåt sett viktigaste perioden i Sventos liv blev tiden som andre utrikesminister i Juho Kusti Paasikivis första regering den 17 november 1944, och sedan som diplomatiskt sändebud i Schweiz. I september 1955 var han medlem av och ordförande för president J.K. Paasikivis delegation, med vilken Sovjetunionen kom överens om Porkalaområdets återlämnande till Finland. I slutet av sin karriär i offentlig tjänst tillhörde Svento den finska FN-delegation 1955-1958.